# Saison 5 de NCIS : Los Angeles
Chronologie
Saison 4 Saison 6
Cet article présente le guide des épisodes de la cinquième saison de la série télévisée NCIS : Los Angeles.

## Généralités
- Aux États-Unis, cette saison est diffusée sur le réseau CBS du 24 septembre 2013 au 13 mai 2014.
- Au Canada, elle est diffusée en simultané sur le réseau Global.
- En France, elle est diffusée depuis le jeudi 24 avril 2014 sur M6. Cette saison arrive par "surprise", n'étant même pas annoncée mais venant après la déprogrammation d'une autre série, Perception. Cependant, le jeudi 8 mai 2014, la diffusion est arrêtée après le troisième épisode. Reprise le 20 septembre 2014 jusqu'au 24 janvier 2015.

## Distribution

### Acteurs principaux
- Chris O'Donnell : Agent Spécial G. Callen
- LL Cool J : Agent Spécial Sam Hanna
- Daniela Ruah : Agent Spécial Kensi Blye
- Eric Christian Olsen : Lieutenant Marty Deeks
- Linda Hunt : Henrietta "Hetty" Lange
- Barrett Foa : Eric Beale
- Renée Felice Smith : Nell Jones
- Miguel Ferrer : directeur adjoint du NCIS Owen Granger

### Acteurs récurrents
- Aunjanue Ellis : Michelle Hanna (épisode 1)
- Peter Cambor : Nate Getz (épisode 2 et 15)
- Vyto Ruginis : Arkady Kolcheck (épisode 4)
- Erik Palladino : Vostanik Sabatino, officier de la CIA (épisodes 12, 14, 15 et 19)
- Michelle Trachtenberg : Lily Lockhart[1] (épisode 12)
- Andrew Leeds : John Booker, agent de terrain NCIS [2] (épisode 14, 16 et 17)
- Elizabeth Bogush : Joelle Taylor (épisode 14)
- Dylan Bruno : Robert Brown[3] (épisode 14)
- Danny Trejo : Tuhon[4](épisode 15)
- Mercedes Masohn : Talia Del Campo, agent de la DEA (épisodes 16 et 24)
- Matthew Del Negro : Jack Simon (épisodes 18 et 19)

## Épisodes

### Épisode 1:Retour de l'enfer
- États-Unis /  Canada : 24 septembre 2013 sur CBS[5] / Global
- France : 24 avril 2014 sur M6
- Suisse : 29 juin 2014 sur RTS Un
- Québec : 11 septembre 2014 sur V[6]
- Belgique : 3 décembre 2014 sur RTL-TVI

- États-Unis : 16,35 millions de téléspectateurs[7]
- Canada : 2,22 millions de téléspectateurs[8]
- France : 2,31 millions de téléspectateurs[9]

- Aunjanue Ellis (Michelle Hanna)
- Christopher Lambert (Marcel Janvier)
- Timothy V. Murphy (Isaak Sidorov)
- Alon Moni Aboutboul (Naseem Vaziri)
- Massi Furlan (Mikhail Andros)
- Kym Jackson (Maya Yerzov)
- Natasha Alam (Veronica Pisconov)
- Annie Tedesco (Infirmière Sarah)
- Jeff Austin (Chirurgien dentiste)
- Belinna Logan (Docteur)
- Adam Roa (Urgentiste #1)
- Luke White (Urgentiste #3)
- Daniel Steven Gonzalez (Urgentiste #4)
- Sean Simbro (Cycliste)
- Anisha Adusumilli (Directrice de l'hôtel)

### Épisode 2:Impact
- États-Unis /  Canada : 1er octobre 2013 sur CBS / Global
- France : 1er mai 2014 sur M6
- Suisse : 29 juin 2014 sur RTS Un
- Québec : 18 septembre 2014 sur V
- Belgique : 3 décembre 2014 sur RTL-TVI

- États-Unis : 15,09 millions de téléspectateurs[10]
- Canada : 1,901 million de téléspectateurs[11]
- France : 2,509 millions de téléspectateurs[12]

- Peter Cambor (Nate Getz)
- Rosalie Ward (Julie King)
- John Cothran Jr. (Eddie)
- Patti Yasutake (Howard, directrice du NTSB)
- Gary Kraus (Dean)
- Derrick McMillon (Johanson)
- Dan Thiel (Brandon Whelby)
- Jonathan Camp (Luke Chase)
- Kent Shocknek (Reporter)

### Épisode 3:Omni
- États-Unis /  Canada : 8 octobre 2013 sur CBS / Global
- France : 8 mai 2014 sur M6
- Suisse : 6 juillet 2014 sur RTS Un
- Québec : 25 septembre 2014 sur V
- Belgique : 10 décembre 2014 sur RTL-TVI

- États-Unis : 14,84 millions de téléspectateurs[13]
- Canada : 1,781 million de téléspectateurs[14]
- France : 2,84 millions de téléspectateurs[15]

- John Ellison Conlee (Docteur Ron Leonard)
- Trent Dawson (Rick Paulson)
- Marcos De La Cruz (Brady Salles)
- Peter Porte (Joseph)
- Aiden Turner (Tom Norris)
- Heather Sossaman (Tammie)
- Marianne Chambers (Bree)
- Christian George (Henrik Vuksan)
- Frank Krueger (Directeur de la sécurité)
- Thomas Anthony Jones (Garde)
- David A. Farkas (Officier du LAPD)

### Épisode 4:Reznikov, N.
- États-Unis /  Canada : 15 octobre 2013 sur CBS / Global
- Suisse : 6 juillet 2014 sur RTS Un
- France : 20 septembre 2014 sur M6
- Québec : 2 octobre 2014 sur V
- Belgique : 10 décembre 2014 sur RTL-TVI

- États-Unis : 14,65 millions de téléspectateurs[16]
- Canada : 2,096 millions de téléspectateurs[17]
- France : 2,30 millions de téléspectateurs[18]

- Vyto Ruginis (Arkady Kolcheck)
- Craig Parker (Vasile Comescu)
- Patrick Gorman (Hans Schreiber)
- Johnny Kostrey (Lieutenant de Comescu)
- Matthew Grant Godbey (Dan Evans, officier du LAPS)
- Anthony Fanelli (Père de Callen)

### Épisode 5:Règle tacite
- États-Unis /  Canada : 22 octobre 2013 sur CBS / Global
- Suisse : 13 juillet 2014 sur RTS Un
- France : 20 septembre 2014 sur M6
- Québec : 9 octobre 2014 sur V
- Belgique : 17 décembre 2014 sur RTL-TVI

- États-Unis : 14,92 millions de téléspectateurs[19]
- Canada : 1,767 million de téléspectateurs[20]
- France : 2,30 millions de téléspectateurs[18]

- Eric Ladin (William Garrett)
- Sunkrish Bala (Oscar Balsam)
- Kelly Frye (Robin Henson)
- Kyle Mattocks (Officier Jason Clarke)
- Chris Dotson (Bryce)
- Bobo Chang (Fletcher)

### Épisode 6:Big Brother
- États-Unis /  Canada : 29 octobre 2013 sur CBS / Global
- Suisse : 13 juillet 2014 sur RTS Un
- France : 27 septembre 2014 sur M6
- Québec : 16 octobre 2014 sur V
- Belgique : 17 décembre 2014 sur RTL-TVI

- États-Unis : 14,9 millions de téléspectateurs[21]
- Canada : 1,925 million de téléspectateurs[22]
- France : 2,536 millions de téléspectateurs[23]

- David Furr (Jonas Ambrose, agent senior spécial du FBI)
- Billy Smith (Roger Carter, agent du NCIS)
- Sophie Oda (Cindy Chang)
- Jeff Branson (Norman Jenkins, agent du FBI)
- Nealla Gordon (Administratrice)
- Rachel Luttrell (Yvette Lowell, agent de la CIA)
- Lisa Marie Woods (Étudiante)
- Aviad Bernstein (Étudiant)

### Épisode 7:Un train peut en cacher un autre
- États-Unis /  Canada : 5 novembre 2013 sur CBS / Global
- Suisse : 20 juillet 2014 sur RTS Un
- France : 27 septembre 2014 sur M6
- Québec : 23 octobre 2014 sur V
- Belgique : 7 janvier 2015 sur RTL-TVI

- États-Unis : 14,76 millions de téléspectateurs[24]
- Canada : 1,669 million de téléspectateurs[25]
- France : 2,536 millions de téléspectateurs[23]

- Brett Rice (Anthony Trager)
- Kari Coleman (Jillian Rome)
- Brando Eaton (Mitchell Rome)
- Derek Ray (Gil Bellamy)
- Tammy Townsend (Yolanda Campbell)
- Ian Reed Kesler (Jeremy Pernell)
- Jorge-Luis Pallo (Agent spécial de l'ATF Salazar)
- Lanny Joon (Ryan Cheng)
- Connie Sawyer (Ida)
- Diane Yang (Kim)

### Épisode 8:Retombées
- États-Unis /  Canada : 12 novembre 2013 sur CBS / Global
- Suisse : 20 juillet 2014 sur RTS Un
- France : 4 octobre 2014 sur M6
- Québec : 30 octobre 2014 sur V
- Belgique : 7 janvier 2015 sur RTL-TVI

- États-Unis : 14,88 millions de téléspectateurs[26]
- Canada : 1,753 million de téléspectateurs[27]
- France : 2,53 millions de téléspectateurs[28]

- Reggie Austin (Denis Martin, sergent en retraite)
- David de Lautour (Roy Kessler)
- Jack Topalian (L'homme russe)
- Jen Dede (Laura Baker)
- Kirk Baltz (Kelvin C. Griffin)
- Brett Gipson (Garde du corps)
- Braden Lynch (Homme)

### Épisode 9:Un esprit sain...
- États-Unis /  Canada : 19 novembre 2013 sur CBS / Global
- Suisse : 27 juillet 2014 sur RTS Un
- France : 4 octobre 2014 sur M6
- Québec : 6 novembre 2014 sur V
- Belgique : 14 janvier 2015 sur RTL-TVI

- États-Unis : 14,99 millions de téléspectateurs[29]
- Canada : 2,035 millions de téléspectateurs[30] (première diffusion + différé 7 jours)
- France : 2,53 millions de téléspectateurs[28]

- William Russ (Martin Lake)
- Bradford Anderson (Val Winkler)
- Molly Hagan (Peggy Winant)
- Kaitlyn Benson (Heather Williams)
- Eric Allan Kramer (Tom Panetti, agent des renseignements)
- Wilmer Calderon (Marcos)
- Stephanie Fantauzzi (La fille en manque)
- Christina Hogue (Meredith)
- Paul Mabon (Conseiller)
- Derek Daniel Du Chesne (Bro-Dee)

### Épisode 10:Le Lac gelé
- États-Unis /  Canada : 26 novembre 2013 sur CBS / Global
- Suisse : 3 août 2014 sur RTS Un
- France : 11 octobre 2014 sur M6
- Québec : 13 novembre 2014 sur V
- Belgique : 14 janvier 2015 sur RTL-TVI

- États-Unis : 12,32 millions de téléspectateurs[31]
- Canada : 2,165 millions de téléspectateurs[32] (première diffusion + différé 7 jours)
- France : 2,90 millions de téléspectateurs[33]

- Ernie Reyes Jr. (Jemadar Thapa)
- Anna Khaja (Talita Pambakian)
- Christian J. Meoli (Thug 1)
- Chris Warner (Thug 2)
- Fouad Hajji (Tireur d'élite 1)
- Brennan Feonix (Urgentiste)
- Madailin Rose Pot (Jeune fille)

- Pour la première fois, aux États-Unis, depuis le début de la série, un épisode original est diffusé sans être précédé d'un épisode original de NCIS. Au Canada, ce sera la trentième fois[Note 1].
- En analysant les cotes d'écoute, on peut constater une légère baisse du côté américain par rapport aux épisodes précédés d'un épisode original de NCIS. Du côté canadien, les chiffres sont sensiblement les mêmes qu'à l'habitude.

### Épisode 11:Le Rideau de fer
- États-Unis /  Canada : 10 décembre 2013 sur CBS / Global
- Suisse : 3 août 2014 sur RTS Un
- France : 11 octobre 2014 sur M6
- Québec : 20 novembre 2014 sur V
- Belgique : 21 janvier 2015 sur RTL-TVI

- États-Unis : 15,24 millions de téléspectateurs[34]
- Canada : 2,101 millions de téléspectateurs[35] (première diffusion + différé 7 jours)
- France : 2,90 millions de téléspectateurs[33]

- Jeff Griggs (Anton Zevlos/John Vasile)
- Virginia Williams (Carla Shear)
- Jim Pirri (Donald Banks)
- Rebecca McFarland (Maggie Vasile)
- Andrew Leeds (Agent technique de terrain NCIS)
- J. Michael Trautmann (Conducteur)
- Annie Lee (Hôtesse)
- Connor Kalopsis (Garçon)
- John Adrian (Directeur de banque)
- John Eddins (Homme)
- Zack Sayenko (Garçon dans le bus)
- Rose Bachtel (Cliente)

### Épisode 12:Sous protection
- États-Unis /  Canada : 17 décembre 2013 sur CBS / Global
- Suisse : 10 août 2014 sur RTS Un
- France : 18 octobre 2014 sur M6
- Québec : 27 novembre 2014 sur V
- Belgique : 21 janvier 2015 sur RTL-TVI

- États-Unis : 15,6 millions de téléspectateurs[36]
- Canada : 2,414 millions de téléspectateurs[37] (première diffusion + différé 7 jours)
- France : 2,812 millions de téléspectateurs[38]

- Michelle Trachtenberg (Lily Lockhart)
- Erik Palladino (Vostanik Sabatino)
- John Getz (Sénateur Lockhart)
- Troy Ruptash (Ludomir Susic)
- Antonio D. Charity (Ouvrier de la voirie)
- Roy Vongtama (Lance Witten)

### Épisode 13:Serment d'allégeance
- États-Unis /  Canada : 14 janvier 2014 sur CBS / Global
- Suisse : 10 août 2014 sur RTS Un
- France : 18 octobre 2014 sur M6
- Québec : 4 décembre 2014 sur V
- Belgique : 28 janvier 2015 sur RTL-TVI

- États-Unis : 15,87 millions de téléspectateurs[39]
- Canada : 2,419 millions de téléspectateurs[40]  (première diffusion + différé 7 jours)
- France : 2,812 millions de téléspectateurs[38]

- Mido Hamada (Agent Kazimi)
- Wesam Keesh (Ehsan Navid)
- Roger Narayan (Roger Ali)
- Page Leong (Anna Chang)
- Braeden Marcott (Behnam Navid)
- Melanie Kannokada (Ayesha)
- Tony Winters (Juge Malcolm Smith)
- Nick Hoffa (Stuart Green)
- Kamran R. Khan (L'afghan)
- Kent Shocknek (Reporter)
- Beejan Land (Agent Farhad)

### Épisode 14:Cri de guerre
- États-Unis /  Canada : 4 février 2014 sur CBS / Global
- Suisse : 17 août 2014 sur RTS Un
- France : 25 octobre 2014 sur M6
- Québec : 22 janvier 2015 sur V
- Belgique : 28 janvier 2015 sur RTL-TVI

- États-Unis : 16,3 millions de téléspectateurs[41]
- Canada : 2,139 millions de téléspectateurs[42] (première diffusion + différé 7 jours)
- France : 2,738 6 millions de téléspectateurs[43]

- Erik Palladino (Vostanik Sabatino, agent de la CIA)
- Alexandra Holden (Elise Elena Jaeger)
- Dylan Bruno (Robert Brown)
- Andrew Leeds (John Booker, agent de terrain NCIS)
- Elizabeth Bogush (Joelle)
- Ivo Nandi (Kiril Melnyk)
- LaMonica Garrett (Michael Williams)
- Angelique Cinelu (Dee Dee)
- Rebecca Spicher (Sofia)
- Patrick O'Neil (Caporal Hung)
- Nefetari Spencer (Patron)
- Chris R. Moss (Policier)
- Lupe Carranza (Femme)
- Janine Kawakaki (Hôtesse)

Quand deux anciens dirigeants de sociétés sous contrats avec l’armée américaine sont assassinés, l’enquête va mener l’équipe sur la trace d’un suspect. Celui-ci met l’un des leurs en grand danger.

### Épisode 15:Tuhon
- États-Unis /  Canada : 25 février 2014 sur CBS / Global
- Suisse : 17 août 2014 sur RTS Un
- France : 1er novembre 2014 sur M6
- Québec : 29 janvier 2015 sur V
- Belgique : 4 février 2015 sur RTL-TVI

- États-Unis : 13,15 millions de téléspectateurs[44]
- Canada : 2,356 millions de téléspectateurs[45] (première diffusion + différé 7 jours)
- France : 2,782 millions de téléspectateurs[46]

- Peter Cambor (Nate Getz, psychologue opérationnel)
- Danny Trejo (Tuhon)
- Erik Palladino (Vostanik Sabatino)
- Benjamin Ciaramello (Micahel Santos)
- Cindy Luna (Martina)
- Jessica Camacho (Rita)
- Owiso Odera (Leonard Atugu)
- Ethan Rains (Mack)
- Cokey Falkow (Steven Carter)
- Regi Davis (Obono)
- Mustafa Shakir (Garde 1)
- Jonathan Ohye (Medecin)

### Épisode 16:Un gros poisson
- États-Unis /  Canada : 4 mars 2014 sur CBS / Global
- Suisse : 24 août 2014 sur RTS Un
- France : 8 novembre 2014 sur M6
- Belgique : 4 février 2015 sur RTL-TVI
- Québec : 5 février 2015 sur V

- États-Unis : 14,37 millions de téléspectateurs[47]
- Canada : 2,334 millions de téléspectateurs[48] (première diffusion + différé 7 jours)
- France : 3,001 millions de téléspectateurs[49]

- Mercedes Masohn (Nina / Talia Del Campo, agent de la DEA)
- Jonny Cruz (Raul Herrera / Massil Al-Hawati)
- Stevin Knight (Mateo Orantes)
- Andrew Leeds (John Booker, agent spécial de terrain du NCIS)
- Keone Young (Dae Ho)
- Frank Gallegos (Eduardo Barajas)
- Theophilus Clark (Leonard, officier du LAPD)

### Épisode 17:Entre les lignes
- États-Unis /  Canada : 18 mars 2014 sur CBS / Global
- Suisse : 24 août 2014 sur RTS Un
- France : 15 novembre 2014 sur M6
- Belgique : 11 février 2015 sur RTL-TVI
- Québec : 12 février 2015 sur V

- États-Unis : 14,21 millions de téléspectateurs[50]
- Canada : 2,305 millions de téléspectateurs[51] (première diffusion + différé 7 jours)
- France : 2,622 millions de téléspectateurs[52]

- Derek Webster (John Stone, agent de l'ATF)
- Paul Zies (Richard (Rick) Bower, agent de l'ATF)
- Kelly Sry (Jason Anakawa)
- Andrew Leeds (John Booker, agent de terrain du NCIS)
- Neil Brown Jr. (Tommy Walker)
- David Sullivan (Kevin Clark, agent de l'ATF)
- Bruce Locke (Takashi Shiro)
- Napoleon Tavale (Yakuza #6)
- Nikki McKenzie (Dealer)
- Bibi Amos (Réceptionniste)

### Épisode 18:Jour 0
- États-Unis /  Canada : 25 mars 2014 sur CBS / Global
- Suisse : 31 août 2014 sur RTS Un
- France : 22 novembre 2014 sur M6
- Belgique : 11 février 2015 sur RTL-TVI
- Québec : 19 février 2015 sur V

- États-Unis : 15,54 millions de téléspectateurs[53]
- Canada : 2,221 millions de téléspectateurs[54] (première diffusion + différé 7 jours)
- France : 2,569 millions de téléspectateurs[55]

- Matthew Del Negro (Jack Simon)
- Tate Ellington (Ira Wells)
- Jim Holmes (Lance Witten)
- Jack Topalian (Boris)
- Ali Olomi (Insurgé)
- Jeronimo Spinx (Thompson, agent du NCIS)
- Natalie Britton (Réceptionniste)

### Épisode 19:Prisonniers de guerre
- États-Unis /  Canada : 1er avril 2014 sur CBS / Global
- Suisse : 7 septembre 2014 sur RTS Un
- France : 29 novembre 2014 sur M6
- Belgique : 18 février 2015 sur RTL-TVI
- Québec : 26 février 2015 sur V

- États-Unis : 15,31 millions de téléspectateurs[56]
- Canada : 2,41 millions de téléspectateurs[57] (première diffusion + différé 7 jours)
- France : 2,945 millions de téléspectateurs[58]

- Erik Palladino (Vostanik Sabatino, agent de la CIA)
- Graham Phillips (Lucas Helberg) (VF : Théo Frilet)
- Keir Gilchrist (Jared Morrison) (VF : Thibaut Lacour)
- Dylan Ramsey (Sergent Sajadi)
- Ali Olomi (Chef taliban)
- Nina Nelson (Khatira)
- Osama Shofani (Voisin)

### Épisode 20:La Ruée vers l'or
- États-Unis /  Canada : 8 avril 2014 sur CBS / Global
- Suisse : 14 septembre 2014 sur RTS Un
- France : 6 décembre 2014 sur M6
- Belgique : 18 février 2015 sur RTL-TVI
- Québec : 5 mars 2015 sur V

- États-Unis : 14,56 millions de téléspectateurs[59]
- Canada : 2,266 millions de téléspectateurs[60] (première diffusion + différé 7 jours)
- France : 2,734 millions de téléspectateurs[61]

- Rick Peters (Adrian Davis)
- Tom Schanley (Gabriel Stanfill)
- Jay Cramer (Brian Foster)
- Ray Santiago (Little Dip)
- Miguel Pérez (Harold Wells)
- Kevin Will (Corey Simms)
- Nick Massouh (Mazhar Tarik)
- Yvonee Huff (Bethany)

### Épisode 21:Le Troisième Cœur
- États-Unis /  Canada : 15 avril 2014 sur CBS / Global
- Suisse : 21 septembre 2014 sur RTS Un
- France : 3 janvier 2015 sur M6
- Belgique : 25 février 2015 sur RTL-TVI
- Québec : 12 mars 2015 sur V

- États-Unis : 14,69 millions de téléspectateurs[62]
- Canada : 2,189 millions de téléspectateurs[63] (première diffusion + différé 7 jours)
- France : 3,243 millions de téléspectateurs[64]

- Daniel Henney (Paul Angelo)
- Stephen Wozniak (Tyler Brunson)
- Emily Foxler (Olivia Brunson)
- Keir Gilchrist (Jared Morrison) (VF : Thibaut Lacour)
- Kaleti Williams (Agent de Venice)
- Brent Gutierrez (Agent de Venice en chef)
- Nick Massouh (Mazhar Tarik)
- Yvonee Huff (Bethany)

### Épisode 22:Le Porte-bonheur
- États-Unis /  Canada : 29 avril 2014 sur CBS / Global
- Suisse : 21 septembre 2014 sur RTS Un
- France : 10 janvier 2015 sur M6
- Belgique : 25 février 2015 sur RTL-TVI
- Québec : 19 mars 2015 sur V

- États-Unis : 14,83 millions de téléspectateurs[65]
- Canada : 2,344 millions de téléspectateurs[66] (première diffusion + différé 7 jours)
- France : 2,606 millions de téléspectateurs[67]

- Kristen Ariza (Jessica Peyton)
- Lawrence Kao (John Stikler)
- Darri Ingolfsson (Docteur Nolan Milhouse)
- Dan Glenn (Homme #1)
- Storm Reid (Riley Peyton)
- Justin Berfield (VF : Florent Dorin) (Adam Lucas)
- Marcos Cruz (Emilio)
- Exie Booker (Agent de sécurité)
- Theophilus Clark (Officier LAPD 1)
- Dawn Noel (Officier LAPD 2)

### Épisode 23:La Plume et l'Épée
- États-Unis /  Canada : 6 mai 2014 sur CBS / Global
- Suisse : 28 septembre 2014 sur RTS Un
- France : 17 janvier 2015 sur M6
- Belgique : 4 mars 2015 sur RTL-TVI
- Québec : 26 mars 2015 sur V

- États-Unis : 14,11 millions de téléspectateurs[68]
- Canada : 2,193 millions de téléspectateurs[69] (première diffusion + différé 7 jours)
- France : 2,676 millions de téléspectateurs[70]

- Tiffany Dupont (Dana Steele, reporter ZNN)
- Tony Okungbowa (Bakri Deng)
- Eric Allan Kramer (Tom Panetti, agent des renseignements)
- Ivar Brogger (Merle Jarvis)
- Carlease Burke (Propriétaire location de voitures)
- Matt Biedel (Sergent Edward Jones)
- Rolando Boyce (Contremaître)
- Darrell Lake (Co-locataire #1)
- Andres Perez-Molina (Sergent Roy Kilpatrick)
- Nina Rausch (Linda Jones)
- Dave Lopez (lui-même)

### Épisode 24:En sous-marin (1repartie)
- États-Unis /  Canada : 13 mai 2014 sur CBS / Global
- Suisse : 5 octobre 2014 sur RTS Un
- France : 24 janvier 2015 sur M6
- Belgique : 4 mars 2015 sur RTL-TVI
- Québec : 2 avril 2015 sur V

- États-Unis : 14,85 millions de téléspectateurs[71]
- Canada : 2,35 millions de téléspectateurs[72](première diffusion + différé 7 jours)
- France : 2,461 millions de téléspectateurs[73]

- Mercedes Masohn (Talia Del Campo, agent de la DEA)
- Cameron Daddo (Charles Anderson)
- Val Lauren (Jabril)
- Julian Works (James Martinez)
- Francis Capra (Salazar)
- Jud Tylor (Sarah Hill)
- Andy Mackenzie (Michael Wilson)
- Rafi Silver (Ali Hanna)
- Chervine Namani (Yusef)
- Eddie Ramos (Flaco)
- Jason Mac (Conducteur)

## Audiences

### Cotes d'écoute au Canada anglophone
Avant le 18 novembre 2013, les chiffres fournis par BBM Canada étaient les données dites "préliminaires" c'est-à-dire écoute en direct + écoute en différé le même jour. Ces chiffres incluent désormais l'écoute en direct + l'écoute en différé sur 7 jours. En raison de ce changement, les chiffres peuvent donc paraître plus élevés.

#### Portrait global
- La moyenne de cette saison est d’environ 2,14 millions de téléspectateurs[Note 2].

#### Données détaillées
| Numéro épisode | Titre original      | Diffuseur | Date de diffusion originale (2013-2014) | Heure         | Cotes d'écoute (en téléspectateurs) | Classement soirée | Classement semaine |
| -------------- | ------------------- | --------- | --------------------------------------- | ------------- | ----------------------------------- | ----------------- | ------------------ |
| 1              | Ascension           | Global    | Mardi 24 septembre 2013                 | 21h00 HE / HP | 2 220 000                           | 3                 | 7                  |
| 2              | Impact              | Global    | Mardi 1er octobre 2013                  | 21h00 HE / HP | 1 901 000                           | 3                 | 9                  |
| 3              | Omni                | Global    | Mardi 8 octobre 2013                    | 21h00 HE / HP | 1 781 000                           | 3                 | 8                  |
| 4              | Reznikov, N.        | Global    | Mardi 15 octobre 2013                   | 21h00 HE / HP | 2 096 000                           | 2                 | 4                  |
| 5              | Unwritten Rule      | Global    | Mardi 22 octobre 2013                   | 21h00 HE / HP | 1 767 000                           | 2                 | 8                  |
| 6              | Big Brother         | Global    | Mardi 29 octobre 2013                   | 21h00 HE / HP | 1 925 000                           | 2                 | 8                  |
| 7              | The Livelong Day    | Global    | Mardi 5 novembre 2013                   | 21h00 HE / HP | 1 669 000                           | 3                 | 11                 |
| 8              | Fallout             | Global    | Mardi 12 novembre 2013                  | 21h00 HE / HP | 1 753 000                           | 3                 | 13                 |
| 9              | Recovery            | Global    | Mardi 19 novembre 2013                  | 21h00 HE / HP | 2 035 000                           | 3                 | 14                 |
| 10             | The Frozen Lake     | Global    | Mardi 26 novembre 2013                  | 21h00 HE / HP | 2 165 000                           | 2                 | 7                  |
| 11             | Iron Curtain Rising | Global    | Mardi 10 décembre 2013                  | 21h00 HE / HP | 2 101 000                           | 3                 | 9                  |
| 12             | Merry Invasion      | Global    | Mardi 17 décembre 2013                  | 21h00 HE / HP | 2 414 000                           | 2                 | 2                  |
| 13             | Allegiance          | Global    | Mardi 14 janvier 2014                   | 21h00 HE / HP | 2 419 000                           | 3                 | 8                  |
| 14             | War Cries           | Global    | Mardi 4 février 2014                    | 21h00 HE / HP | 2 139 000                           | 3                 | 10                 |
| 15             | Tuhon               | Global    | Mardi 25 février 2014                   | 21h00 HE / HP | 2 356 000                           | 2                 | 8                  |
| 16             | Fish Out Of Water   | Global    | Mardi 4 mars 2014                       | 21h00 HE / HP | 2 334 000                           | 2                 | 7                  |
| 17             | Between The Lines   | Global    | Mardi 18 mars 2014                      | 21h00 HE / HP | 2 305 000                           | 2                 | 6                  |
| 18             | Zero Days           | Global    | Mardi 25 mars 2014                      | 21h00 HE / HP | 2 221 000                           | 2                 | 4                  |
| 19             | Spoils Of War       | Global    | Mardi 1er avril 2014                    | 21h00 HE / HP | 2 406 000                           | 2                 | 4                  |
| 20             | Windfall            | Global    | Mardi 8 avril 2014                      | 21h00 HE / HP | 2 266 000                           | 3                 | 6                  |
| 21             | Three Hearts        | Global    | Mardi 15 avril 2014                     | 21h00 HE / HP | 2 189 000                           | 2                 | 4                  |
| 22             | One More Chance     | Global    | Mardi 29 avril 2014                     | 21h00 HE / HP | 2 344 000                           | 3                 | 5                  |
| 23             | Exposure            | Global    | Mardi 6 mai 2014                        | 21h00 HE / HP | 2 193 000                           | 4                 | 6                  |
| 24             | Deep Trouble        | Global    | Mardi 13 mai 2014                       | 21h00 HE / HP | 2 352 000                           | 4                 | 6                  |